# کوین سنت لوس
کوین سنت لوس (انگلیسی: Kevin Sainte-Luce؛ زادهٔ ۲۸ آوریل ۱۹۹۳) بازیکن فوتبال اهل فرانسه است.
از باشگاه‌هایی که در آن بازی کرده‌است می‌توان به باشگاه فوتبال گیتزهد، باشگاه فوتبال ای‌اف‌سی ویمبلدون، و باشگاه فوتبال کاردیف سیتی اشاره کرد.
وی همچنین در تیم‌های ملی فوتبال جزیره گوادلوپ بازی کرده‌است.